# لا رن، کبک
لا رن (به فرانسوی: La Reine) شهری در منطقه شهری آبیتیبی-وست ناحیه آبیتیبی-تمیسکامنگ در استان کبک کانادا است. در سرشماری سال ۲۰۱۱ این شهر ۳۷۰ نفر جمعیت داشته‌است و مساحت آن ۱۰۰٫۰۱ کیلومتر مربع است.